# Smučarski teki na Zimskih olimpijskih igrah 2006
Tekmovanja v smučarskih tekih na XX. zimskih olimpijskih igrah so potekala v Pragelatu. Skupno so tekmovalcem podelili 12 kompletov medalj.

## Medalje
| Mesto | Država   | Zlato | Srebro | Bron | Skupaj |
| ----- | -------- | ----- | ------ | ---- | ------ |
| 1.    | Švedska  | 3     | 0      | 2    | 5      |
| 2.    | Estonija | 3     | 0      | 0    | 3      |
| 3.    | Rusija   | 2     | 2      | 3    | 7      |
| 4.    | Italija  | 2     | 0      | 2    | 4      |
| 5.    | Češka    | 1     | 2      | 0    | 3      |
| 6.    | Kanada   | 1     | 1      | 0    | 2      |
| 7.    | Norveška | 0     | 3      | 1    | 4      |
| 8.    | Nemčija  | 0     | 2      | 1    | 3      |
| 9.    | Francija | 0     | 1      | 0    | 1      |
| 10.   | Avstrija | 0     | 0      | 1    | 1      |
| 10.   | Finska   | 0     | 0      | 1    | 1      |

## Moški

### Dvojno zasledovanje 30 km (15 km + 15 km)
Zasledovalna tekma je potekala 12. februarja. Žačela se je s skupnim štartom na 15 km klasično, za tem so smučarji zamenjali smuči za 15 km prosto.
Na štartu je Frode Estil s padcem povzročil množično trčenje, izgubil je 20 sekund in se je kot zadnji izmed 77 tekačev podal na 30 km tekmo. Na polovici, ob menjavi smuči, je bil že 14. in na koncu ga je do zlata ločila manj kot sekunda. 
Brodar in Mehle sta končala na 46. in 56. mestu, po slabšem teku na 15 km prosto.
| Medalja | Tekmovalec                  | Čas       |
| Zlato   | Jevgenij Dementijev (RUS)   | 1:17:00.8 |
| Srebro  | Frode Estil (NOR)           | 1:17:01.4 |
| Bron    | Pietro Piller Cottrer (ITA) | 1:17:01.7 |
| ...     |                             |           |
| 46.     | Nejc Brodar (SLO)           | 1:22:23.9 |
| 56.     | Jože Mehle (SLO)            | 1:24:13.6 |

### Ekipni šprint
Tekmovanje iz ekipnega šprinta je potekalo 14. februarja.
Kvalifikacije za finale so potekale v dveh polfinalnih skupinah, kjer je bilo potrebno doseči najmanj 5. mesto za nadaljevanje. V svoji polfinalni skupini sta Brodar in Mehle konačala na 8. mestu, kar ni bilo dovolj za finale in dosegla končen 17. čas.
| Medalja | Tekmovalec                                       | Čas     |
| Zlato   | Švedska (Thobias Fredriksson, Björn Lind)        | 17:02.9 |
| Srebro  | Norveška (Jens Arne Svartedal, Tor Arne Hetland) | 17:03.5 |
| Bron    | Rusija (Ivan Alipov, Vasilij Ročev)              | 17:05.2 |
| ...     |                                                  |         |
| 17.     | Slovenija (Nejc Brodar, Jože Mehle)              | 18:34.4 |

### 15 km klasično
Tekma na 15 km klasično je potekala 17. februarja.
| Medalja | Tekmovalec            | Čas     |
| Zlato   | Andrus Veerpalu (EST) | 38:01.3 |
| Srebro  | Lukaš Bauer (CZE)     | 38:15.8 |
| Bron    | Tobias Angerer (NEM)  | 38:20.5 |
| ...     |                       |         |
| 60.     | Jože Mehle (SLO)      | 42:56.9 |

### 4 x 10 km štafeta
Štafeta na 40 km (4 x 10 km) je potekala 19. februarja. 
| Medalja | Ekipa                                                                             | Čas       |
| Zlato   | Italija (Fulvio Valbusa, Giorgio di Centa, Pietro Piller Cottrer, Cristian Zorzi) | 1:43:45.7 |
| Srebro  | Nemčija (Andreas Schlütter, Jens Filbrich, René Sommerfeldt, Tobias Angerer)      | 1:44:01.4 |
| Bron    | Švedska (Mats Larsson, Johan Olsson, Anders Södergren, Mathias Fredriksson)       | 1:44:01.7 |

### 1,35 km šprint
Šprint na 1,35 km je potekal 22. februarja.
Brodar in Mehle sta v kvalifikacijah končala na 39. in 56. mestu, kar ni bilo dovolj za nadaljevanje v polfinalu.
| Medalja | Tekmovalec                | Čas    |
| Zlato   | Björn Lind (ŠVE)          | 2:26.5 |
| Srebro  | Roddy Darragon (FRA)      | 2:27.1 |
| Bron    | Thobias Fredriksson (ŠVE) | 2:27.8 |
| ...     |                           |        |
| 39.     | Nejc Brodar (SLO)         | -      |
| 56.     | Jože Mehle (SLO)          | -      |

### 50 km prosto, skupinski štart
Skupinski štart na 50 km prosto je potekal 26. februarja.
V najprestižnejši desciplini je v zadnjem kilometru bil najhitrejši Giorgio Di Centa. Manj kot sekundo za njim sta končala Rusa Jevgenij Dementijev in Mihajl Botvinov, slednji pod dresom Avstrije, kar je najmanjša razlika na najdaljši tekaški tekmi v zgodovini olimpijskih iger.
Brodar je med celo tekmo bil v skupini 33. najboljših tekačev ter je končal na 31. mestu. Mehle je končal kot 55.
| Medalja | Tekmovalec                | Čas       |
| Zlato   | Giorgio Di Centa (ITA)    | 2:06:11.8 |
| Srebro  | Jevgenij Dementijev (RUS) | 2:06:12.6 |
| Bron    | Mihajl Botvinov (AUT)     | 2:06:12.7 |
| ...     |                           |           |
| 31.     | Nejc Brodar (SLO)         | 2:07:24.5 |
| 55.     | Jože Mehle (SLO)          | 2:13:37.1 |

## Ženske

### Dvojno zasledovanje 15 km (7,5 km + 7,5 km)
Ženska zasledovalna tekma je potekala 12. februarja.
Po prvi polovici proge (7,5 km), ki poteka v klasični tehniki, je bila Petra Majdič s časom 20:23.9 na prvem mestu in sekundo pred zmagovalko Kristino Šmigun. V prosti tehniki je Majdičeva končala s 13. časom 22:46.7 in na koncu osvojila odlično 11. mesto.
| Medalja | Tekmovalka                           | Čas     |
| Zlato   | Kristina Šmigun (EST)                | 42.48.7 |
| Srebro  | Katerina Neumannova (CZE)            | 42:50.6 |
| Bron    | Jevgenija Medvedeva - Abruzova (RUS) | 43:03.2 |
| ...     |                                      |         |
| 11.     | Petra Majdič (SLO)                   | 43:41.7 |
| 39.     | Maja Benedičič (SLO)                 | 46:51.1 |

### Ekipni šprint
Ekipni šprint je potekal 14. februarja.
Vesna Fabjan in Maja Benedičič sta v prvi polfinali skupini končali na 7. mestu in dosegli 14. čas, kar ni bilo dovolj za nadaljevanje v finale. 
| Medalja | Tekmovalka                                   | Čas     |
| Zlato   | Švedska (Lina Andersson, Anna Dahlberg)      | 16:36.9 |
| Srebro  | Kanada (Sara Renner, Beckie Scott)           | 16:37.5 |
| Bron    | Finska (Aino Kaisa Saarinen, Virpi Kuitunen) | 16:39.2 |
| ...     |                                              |         |
| 14.     | Slovenija(Vesna Fabjan, Maja Benedičič)      | 18:59.5 |

### 10 km klasično
Tekma na 10 km klasično je potekala 16. februarja.
Petra Majdič je v zadnjih 4 km pridobila 3. mesta in na koncu za 0,1 sekunde zaostala za 5. uvrščeno Čehinjo Katerino Neumannovo. Kristina Šmigun osvoji svoje drugo zlato.
| Medalja | Tekmovalka                         | Čas     |
| Zlato   | Kristina Šmigun (EST)              | 27.51.4 |
| Srebro  | Marit Bjørgen (NOR)                | 28:12.7 |
| Bron    | Hilde Gjermundshaug Pedersen (NOR) | 28:14.0 |
| ...     |                                    |         |
| 6.      | Petra Majdič (SLO)                 | 28:22.3 |
| 65.     | Maja Benedičič (SLO)               | 33:41.3 |

### 4 x 5 km štafeta
Štafeta na 20 km (4 x 5 km) je potekala 18. februarja.
| Medalja | Ekipa                                                                                               | Čas     |
| Zlato   | Rusija (Natalija Baranova-Masolkina, Larisa Kurkina, Julija Čepalova, Jevgenija Medvedeva-Abruzova) | 54:47.7 |
| Srebro  | Nemčija (Stefanie Böhler, Viola Bauer, Evi Sachenbacher-Stehle, Claudia Künzel)                     | 54:57.7 |
| Bron    | Italija (Arianna Follis, Gabriella Paruzzi, Antonella Confortola, Sabina Valbusa)                   | 54:58.7 |

### 1,1 km šprint
Šprint na 1,1 km je potekal 22. februarja.
V kvalifikacijah je Petra Majdič končala kot 6., kar jo je uvrstilo v tretjo četrtfinalno skupino, kjer je konačala kot prva, v polfinalnih skupini se je kot 4. uvrstila v finalo b skupino, kjer se je potegovala za 5. mesto, a je kot 4. s 3,4 sekundnim zaostankom končala na 8. mestu. 
Vesna Fabjan je izpadla v kvalifikacijah.
| Medalja | Tekmovalka              | Čas    |
| Zlato   | Chandra Crawford (KAN ) | 2:12.3 |
| Srebro  | Claudia Künzel (NEM)    | 2:13.0 |
| Bron    | Alena Sidko (RUS)       | 2:13.2 |
| ...     |                         |        |
| 8.      | Petra Majdič (SLO)      | 2:21.5 |
| 40.     | Vesna Fabjan (SLO)      | -      |

### 30 km prosto, skupinski štart
Najprestižnejša disciplina v ženskih tekih je potekala 24. februarja.
| Medalja | Tekmovalka                | Čas       |
| Zlato   | Katerina Neumannová (CZE) | 1:22:25.4 |
| Srebro  | Julia Čepalova (RUS)      | 1:22:26.8 |
| Bron    | Justyna Kowalczyk (POL)   | 1:22:27.5 |
| ...     |                           |           |
| 14.     | Petra Majdič (SLO)        | 1:25:22.5 |
| -       | Maja Benedičič (SLO)      | Odstopila |